# 吴泽霖
吴泽霖（1898年—1990年），男，汉族，江苏常熟人，中国社会学家、民族学家、人类学家、民俗学家、博物馆学家、教育家，曾任中国民俗学会顾问。

## 家庭
父亲吴龢。妻子陆德音。